# Station Llançà
Station Llançà is een spoorwegstation in de Spaanse regio Catalonië.

## Geschiedenis
Het station werd op 20 januari 1878 als onderdeel van het sluitstuk van de lijn tussen Barcelona en de grensovergang Port Bou/Cerbère die door de Compañía de los ferrocarriles de Tarragona a Barcelona y Francia (TBF) werd aangelegd met een spoorwijdte van 1672 mm. De TBF wilde aanvankelijk een korter traject aanleggen met een grensovergang bij Le Perthus, zoals de latere autosnelweg. De onderhandelingen met Frankrijk verliepen moeizaam en de militaire ingenieurs kozen uiteindelijk voor de 17 km langere route langs Llançà en Portbou. De overeenkomst tussen Frankrijk en Spanje met betrekking op de grensovergang werd op 14 januari 1864 ondertekend. Veertien jaar later reed de openingstrein “El Primer” het station van Llançà binnen.
In 1889 stemde TBF in met een fusie met de machtige spoorwegmaatschappij MZA. Deze fusie bleef bestaan tot 1941, het jaar waarin het spoorwegnet in Spanje werd genationaliseerd. Daarbij verdwenen alle bestaande particuliere spoorwegmaatschappijen en werd Renfe opgericht. 
In de jaren twintig en dertig van de 20e eeuw en na de Spaanse Burgeroorlog speelde het station een belangrijke rol in de ontwikkeling van Llançà tot badplaats, die vooral geliefd was bij de inwoners van Figueres.
Op 22 april 1926 vond er op het station een zware botsing plaats tussen een sneltrein van Parijs naar Barcelona en een goederentrein, waarbij vier doden en vijf zwaargewonden vielen.
In 1952 werden Spanje en Portugal het eens over de Iberische spoorwijdte van 1668 mm die vervolgens werd doorgevoerd op het hoofdnet. Sinds 31 december 2004 wordt de lijn geëxploiteerd door Renfe, terwijl ADIF eigenaar is van alle spoorweginfrastructuur.

## Ligging en inrichting
Het station ligt bij kilometerpaal 90,3 aan het deeltraject Maçanet-Massanes – Port Bou/Cerbère van de spoorlijn Barcelona – Cerbère op 15,6 meter boven zeeniveau.
Het station ligt aan de westkant van het stadscentrum en heeft een bescheiden stationsgebouw met twee bouwlagen en een zadeldak. Aan de noordzijde ligt een laadperron met goederenloods tegen het stationsgebouw aan. In het station zijn een kaartverkoop en een wachtkamer, aan de stadszijde zijn parkeervakken voor auto's.
Aan de spoorzijde liggen een perron langs het stationsgebouw en het zakspoor bij de goederenloods en een eilandperron tussen twee doorgaande sporen. Het eilandperron is voor reizigers bereikbaar over een overweg. Het westelijke deel van het emplacement heeft 5 opstelsporen en aan de westkant van het emplacement staat een onderstation voor de stroomvoorziening van de lijn. 